# Biała (dopływ Czernicy)
Biała – rzeka, prawostronny dopływ Czernicy o długości 34,64 km. 
Przepływa przez jezioro Łobez, płynie w kierunku południowym, po drodze mijając miejscowości Radzewo, Bielica i Biały Bór. Następnie skręca na wschód i po minięciu wsi Międzybórz wpada do Czernicy niedaleko wsi Dzików.